# Arthur Edward Potts
Pour les articles homonymes, voir Arthur Potts et Potts.
Major général Arthur Edward Potts (24 octobre 1890-septembre 1983) est un général canadien participant à la Première et Seconde Guerre mondiale.

## Biographie
Né dans le Northumberland en Angleterre, Potts étudie au George Heriot's School d'Édimbourg, ensuite à l'Université d'Édimbourg (bachelor of Science) et à l'Université Cornell (maîtrise en agriculture) d'Ithaca dans l'État de New York. Il travaille comme professeur au Ames College de l'Université d'État de l'Iowa.

## Première Guerre mondiale
En 1915, Potts quitte le Ames College pour s'enroler dans la seconde compagnie universitaire de l'Université McGill et est rattaché au Princess Patricia's Canadian Light Infantry. Il est ensuite envoyé en France où Potts combat dans les tranchées et est blessé. En septembre 1916, il est promu lieutenant et, à la fin de 1917, il est enseigne l'agriculture au soldat à titre de chargé de cours. Se joignant ensuite au bataillon, il est à nouveau blessé en septembre 1918. Envoyé en convalescence en Angleterre, il récupère jusqu'à la fin du conflit.

## Entre-deux-guerres
Après la guerre, Potts se joint à l'Université de la Saskatchewan et prend la tête du département de la Production laitière. En plus de son rôle de professeur, il est membre de la milice canadienne et a repris le corps de formation des officiers de l'université. Promu au rang de colonel en 1934 il est, la même année, commandant de la milice active non-permanente de Saskatoon et est officier de la 19e brigade d'infanterie.

## Deuxième Guerre mondiale
Après le début de la Seconde Guerre mondiale, Potts reçoit une demande de démotion de la part du major-général Andrew McNaughton pour accepter de prendre le commandement du Saskatoon Light Infantry (en). Potts accepte et se rend en Europe avec son unité en décembre 1939. En juillet 1940, il est promu brigadier et prend le commandement du 2nd Canadian Infantry Brigade (en). Il dirige la brigade lors de l'opération Gauntlet à Spitzberg en Norvège.
En mai 1942, il devient officier général commandant le 6th Canadian Infantry Division (en) avec le rang de major-général. Cette nomination l'amène du Royaume-Uni vers les côtes de la Colombie-Britannique. En 1943, il est nommé commandant du Military District 2 de Toronto.

## Après la guerre
Potts participe en 1943 au film Le commando frappe à l'aube à titre de conseiller technique.
Après la guerre, Potts joint le département des Anciens Combattants du Canada et aménage à Kingston.

## Postes
| De         | À          | Unité                                                                          | Rôle                          | Rang,              |
| ---------- | ---------- | ------------------------------------------------------------------------------ | ----------------------------- | ------------------ |
| 1916       | 1918       | 7th Canadian Infantry Brigade                                                  |                               | Lieutenant         |
| 1934       | 14-01-1936 | Saskatoon Non-Permanent Active Militia garrison/19th infantry brigade (milice) | commander/officier commandant | Colonel            |
| 15-01-1936 | 29-11-1939 | 19th Infantry Brigade (milice)                                                 | Officier commandant           | Colonel            |
| 30-11-1939 | 09-07-1940 | 1st Saskatoon Light Infantry                                                   | Officier commandant           | Lieutenant-Colonel |
| 20-07-1940 | 19-05-1942 | 2nd Canadian Infantry Brigade (en)                                             | Officier commandant           | Brigadier          |
| 15-11-1941 | 22-12-1941 | 1re Division du Canada                                                         | Officier général (intérim)    | Brigadier          |
| 20-05-1942 | 11-10-1943 | 6th Canadian Infantry Division (en)                                            | Officier général              | Major-Général      |
| 12-10-1943 | 31-08-1945 | HQ Military District 2                                                         | Officier de district          | Major-Général      |